# NGC 2541
NGC 2541 ist eine Balken-Spiralgalaxie vom Hubble-Typ SBc mit aktivem Galaxienkern im Sternbild Luchs am Nordsternhimmel. Sie ist schätzungsweise 26 Millionen Lichtjahre von der Milchstraße entfernt und hat einen Durchmesser von etwa 45.000 Lichtjahren.

Sie formt ein loses Tripel zusammen mit den Galaxien NGC 2500 und NGC 2552 und gehört mit diesen zusammen zur NGC-2841-Gruppe, einer Galaxiengruppe, zu der unter anderem auch die Systeme NGC 2537, NGC 2681 und NGC 2841 gehören.
Das Objekt wurde am 9. März 1788 von dem deutsch-britischen Astronomen Friedrich Wilhelm Herschel entdeckt.